# Alex Wyse
Alex Wyse é um ator de teatro, televisão e cinema americano. Ele é mais conhecido por interpretar Kyle em Punho de Ferro, Saul Feinberg em The Bold and the Beautiful, e Georg Zirschnitz no revival de 2015 de Spring Awakening.

## Teatro
| Ano       | Produção         | Papel                     | Categoria    | Local                   | Notas                                          |
| --------- | ---------------- | ------------------------- | ------------ | ----------------------- | ---------------------------------------------- |
| 2011      | Lysistrata Jones | Cinesias                  | Off-Broadway | Judson Memorial Church  |                                                |
| 2011-12   | Lysistrata Jones | Cinesias                  | Broadway     | Walter Kerr Theatre     | 14 de dezembro de 2011 - 8 de janeiro de 2012  |
| 2012      | Triassic Parq    | Velociraptor de Inocência | Off-Broadway | Soho Playhouse          |                                                |
| 2012–2013 | Bare             | Alan/Peter Understudy     | Off-Broadway | New World Stages        |                                                |
| 2013-2014 | Wicked           | Boq                       | Tour         | Munchkinland Tour       |                                                |
| 2014      | Spring Awakening | Georg Zirschnitz          | Los Angeles  | Wallis Annenberg Center | 21 de maio de 2015 a 14 de junho de 2015       |
| 2015      | Spring Awakening | Georg Zirschnitz          | Los Angeles  | Wallis Annenberg Center | 21 de maio de 2015 a 14 de junho de 2015       |
| 2015-16   | Spring Awakening | Georg Zirschnitz          | Broadway     | Brooks Atkinson Theatre | 27 de setembro de 2015 - 24 de janeiro de 2016 |
| 2016      | Ride the Cyclone | Ricky Potts               | Off-Broadway | Lucille Lortel Theater  | 9 de novembro de 2016 - 18 de dezembro de 2016 |

## Filmografia
| Ano     | Título                        | Papel               | Tipo             | Notas        |
| ------- | ----------------------------- | ------------------- | ---------------- | ------------ |
| 2010    | Primetime: What Would You Do? | Son                 | Série de TV      | 1 episódio   |
| 2010-11 | Bored to Death                | Steven              | Série de TV      | 4 episódios  |
| 2013    | Nikki & Sara Live             | Interno #1          | Série de TV      | 1 episódio   |
| 2014    | It Could Be Worse             | George              | Minissérie de TV | 1 episódio   |
| 2014    | X/Y                           | Sam                 | Filme            |              |
| 2014    | Masters of Sex                | Elliot              | Série de TV      | 3 episódios  |
| 2014    | Bad Judge                     | Bobby               | Série de TV      | 1 episódio   |
| 2014    | A to Z                        | Jordan              | Série de TV      | 1 episódio   |
| 2015    | Modern Family                 | Associado de vendas | Série de TV      | 1 episódio   |
| 2015    | Switched at Birth             | Howie               | Série de TV      | 2 episódios  |
| 2015    | Agent X                       | Harold Hellman      | Série de TV      | 1 episódio   |
| 2017–   | The Bold and the Beautiful    | Saul Feinberg       | Soap opera       | 64 episódios |
| 2017    | Punho de Ferro                | Kyle                | Série de TV      | 4 episódios  |
| 2017    | Indoor Boys                   | Nate                | Websérie         | 8 episódios  |
| 2017    | NCIS: Los Angeles             | Simon Atwater       | Série de TV      | 1 episódio   |